# Cymolomia
Cymolomia là một chi bướm đêm thuộc phân họ Olethreutinae, họ Tortricidae Tortricidae.

## Các loài
- Cymolomia hartigiana (Ratzeburg, 1840)
- Cymolomia jinboi Kawabe, 1976
- Cymolomia phaeopelta (Meyrick, 1921)
- Cymolomia taigana Falkovitsh, 1966
- Cymolomia vinolenta Diakonoff, 1973